# Lędziny (Opole)
Pour les articles homonymes, voir Lędziny.
Lędziny est une localité polonaise du gmina de Chrząstowice dans la voïvodie et le powiat d'Opole.